# شهر صنعتی تاکستان
شهر صنعتی تاکستان یک منطقهٔ مسکونی در ایران است که در دهستان نرجه واقع شده‌است. شهر صنعتی تاکستان ۳۰ نفر جمعیت دارد.